# Lipov
Lipov település Csehországban, Hodoníni járásban. Lipov Hroznová Lhota, Hrubá Vrbka, Louka, Blatnice pod Svatým Antonínkem, Tasov, Veselí nad Moravou és Velká nad Veličkou településekkel határos. Lakosainak száma 1430 fő (2024. január 1.).

## Népesség
A település lakosságának változását az alábbi diagram mutatja:
| Lakosok száma | 1242 | 1500 | 1473 | 1631 | 1657 | 1476 | 1477 | 1497 | 1362 | 1430 |
|               | 1869 | 1900 | 1921 | 1961 | 1980 | 2011 | 2016 | 2019 | 2021 | 2024 |